# Brie-Comte-Robert
Brie-Comte-Robert település Franciaországban, Seine-et-Marne megyében. Lakosainak száma 18 999 fő (2022. január 1.). Brie-Comte-Robert Évry-Grégy-sur-Yerre, Servon, Varennes-Jarcy, Périgny, Chevry-Cossigny, Combs-la-Ville, Férolles-Attilly és Grisy-Suisnes községekkel határos.

## Népesség
A település népességének változása:
| Lakosok száma | 16 529 | 16 635 | 17 563 | 17 817 | 18 237 | 18 812 | 19 161 | 19 213 | 18 999 |
|               | 2013   | 2015   | 2016   | 2017   | 2018   | 2019   | 2020   | 2021   | 2022   |